# European Coaster Club
Der European Coaster Club (kurz ECC) ist ein weltweit operierender nichtkommerzieller Achterbahn-Fanclub mit Hauptsitz im Vereinigten Königreich.
Der von Justin Garvanovic 1996 gegründet Club gilt mit über 2300 Mitgliedern (Stand September 2023), vorwiegend aus Europa, aber auch den Vereinigten Staaten und Kanada, als größter europäischer Achterbahn-Fanclub. Neben Einzelpersonen sind auch viele Unternehmen und Hersteller der Freizeitbranche im ECC vertreten. Ziel des Clubs ist der Erfahrungs- und Wissensaustausch über Achterbahnen, sonstige Vergnügungsanlagen, Freizeit- und Themenparks, deren Dokumentation und die Veranstaltung von gemeinsamen Besuchen und Reisen.
Bereits seit 1988, schon vor der offiziellen Gründung des Clubs, wird die Clubzeitschrift „First Drop“ herausgegeben – benannt nach der ersten Abfahrt (engl. First Drop) von Achterbahnen. Das Magazin erscheint in unregelmäßigen Abständen etwa viermal pro Jahr.
Die grafische Gestaltung übernimmt seit Ausgabe 25 der Freizeitparkdesigner Jean-Marc Toussaint.
Der Club veranstaltet jedes Jahr verschiedene Treffen in Freizeitparks und gemeinsame Reisen. Reiseziele waren in der Vergangenheit unter anderem Touren durch verschiedene europäische Länder, die USA, Japan und Korea.
Über eine Mailingliste werden fortlaufend aktuelle Neuigkeiten und Diskussionen von und an Clubmitglieder weitergegeben.
2004 wurde gemeinsam mit der damaligen europäischen Abteilung von Six Flags eine „Roller Coaster Challenge“ genannte Fahrt organisiert. Dabei sollten innerhalb von 48 Stunden alle 30 europäischen Achterbahnen in den acht Parks der Gruppe gefahren werden. Die Busreise ging von den Niederlanden über Deutschland, Belgien, Frankreich bis nach Madrid in Spanien. Über das Unternehmen berichteten verschiedene internationale Fernsehsender.